# Chapetones (localidad)
Chapetones es una localidad peruana ubicada en el distrito de Marcavelica, perteneciente a la provincia de Sullana del departamento de Piura, al norte del Perú.

## Demografía
En el 2017 Chapetones tenía una población de 11 habitantes.
| Gráfica de evolución demográfica de Chapetones entre 1993 y 2017 |
|                                                                  |
| Fuentes: Población 1993 y 2017                                   |